# 熊切和嘉
熊切和嘉（くまきり かずよし，1974年9月1日—），日本導演。
熊切和嘉畢業於北海道帶廣柏葉高等学校、大阪藝術大学芸術学部映像学科。
2014年，熊切和嘉以《我的男人》獲得第36屆莫斯科影展最佳影片獎，淺野忠信獲最佳男主角獎。

## 作品
- 《鬼畜大宴會（日语：鬼畜大宴会）》（1997年）
- 《空之穴》（2001年）--寺島進、菊地凜子
- 《感應》（2004年）--加瀨亮
- 《信子36歳（日语：ノン子36歳（家事手伝い））》（2008年）- 坂井真紀、星野源
- 《海炭市敘景（日语：海炭市叙景）》（2010年）
- 《莫逆家族 Bakugyaku famîria》（2014年）
- 《夏之殘戀》（2013年）-滿島光、綾野剛
- 《流冰禁戀》（2014年）-淺野忠信、二階堂富美
- 《異邦警察 DIAS-POLICE》（2016年）
- 《武曲 MUKOKU（日语：武曲#映画）》（2017年）-綾野剛、村上虹郎
- 《人孔》（2023年）-中島裕翔、黑木華